# Киргистан на Зимским олимпијским играма 1994.
Киргистану је ово било прво учешће на олимпијским играма као самосталној земљи. На Олимпијским играма 1994., у Лилехамеру Норвешка је учествовао са једном учесницом, која  се такмичила у две дисциплине биатлона.
Интересантно је да, киргистанска биатлонка Јевгенија Ропел одређена да носи државну заставу на отварању, закаснила је на церемонију отварања, па је част да први носи заставу Киргистана на неким олимпијским играма припала преводиоцу са норвешког  Torkel Engeness. 
Није освојена ниједна медаља.

### Биатлон
| Такмичарка      | Дисциплина  | Резултати | Резултати   | Резултати | Резултати | Резултати     | Детаљи |
| Такмичарка      | Дисциплина  | Време     | Промашаји   | Резултат  | Заостатак | Пласман/учес. | Детаљи |
| --------------- | ----------- | --------- | ----------- | --------- | --------- | ------------- | ------ |
| Јевгенија Ропел | спринт      |           | 3 (1+2)     | 31:08,0   | 4:59,9    | 66 / 69       |        |
| Јевгенија Ропел | појединачно |           | 6 (0+1+3+1) | 1:02:46.6 | 10:40,0   | 67 / 68 (69)  |        |